# (21014) Daishi
(21014) Daishi (1988 TS1) – planetoida z grupy pasa głównego asteroid okrążająca Słońce w ciągu 5,55 lat w średniej odległości 3,13 j.a. Odkryta 13 października 1988 roku.